# ژابتشیتسه
ژابتشیتسه (به لاتین: Žabčice) یک منطقهٔ مسکونی در جمهوری چک است که در شهرستان برنو-ونکوو واقع شده‌است. ژابتشیتسه ۸٫۲۳ کیلومتر مربع مساحت و ۱٬۶۲۷ نفر جمعیت دارد و ۱۸۲ متر بالاتر از سطح دریا واقع شده‌است.